# Francesca da Rimini (Zandonai)
Francesca da Rimini es una ópera en cuatro actos, compuesta por Riccardo Zandonai, con libreto de Tito Ricordi, (1865-1933), sobre la obra de teatro de Gabriele D'Annunzio de 1902. Se estrenó en el Teatro Regio de Turín el 19 de febrero de 1914, dirigida por Ettore Panizza y aún se representa ocasionalmente.
Esta ópera es la más conocida de Zandonai, y de una serie de óperas inspirada en la historia de Paolo y Francesca. En el New Grove Dictionary of Opera, Renato Chiesa la considera «uno de los más originales y acabados melodramas italianos del siglo XX, [que] combina un poderoso talento por la melodía italiana... con un dominio excepcional de la orquestación».  Entre los intérpretes célebres del rol titular han estado Gilda dalla Rizza, Magda Olivero (que grabó extractos de la ópera en 1969, para Decca Records) y Renata Scotto.
Esta ópera rara vez se representa en la actualidad; en las estadísticas de Operabase aparece con sólo 3 representaciones en el período 2005-2010.

## Origen de la ópera

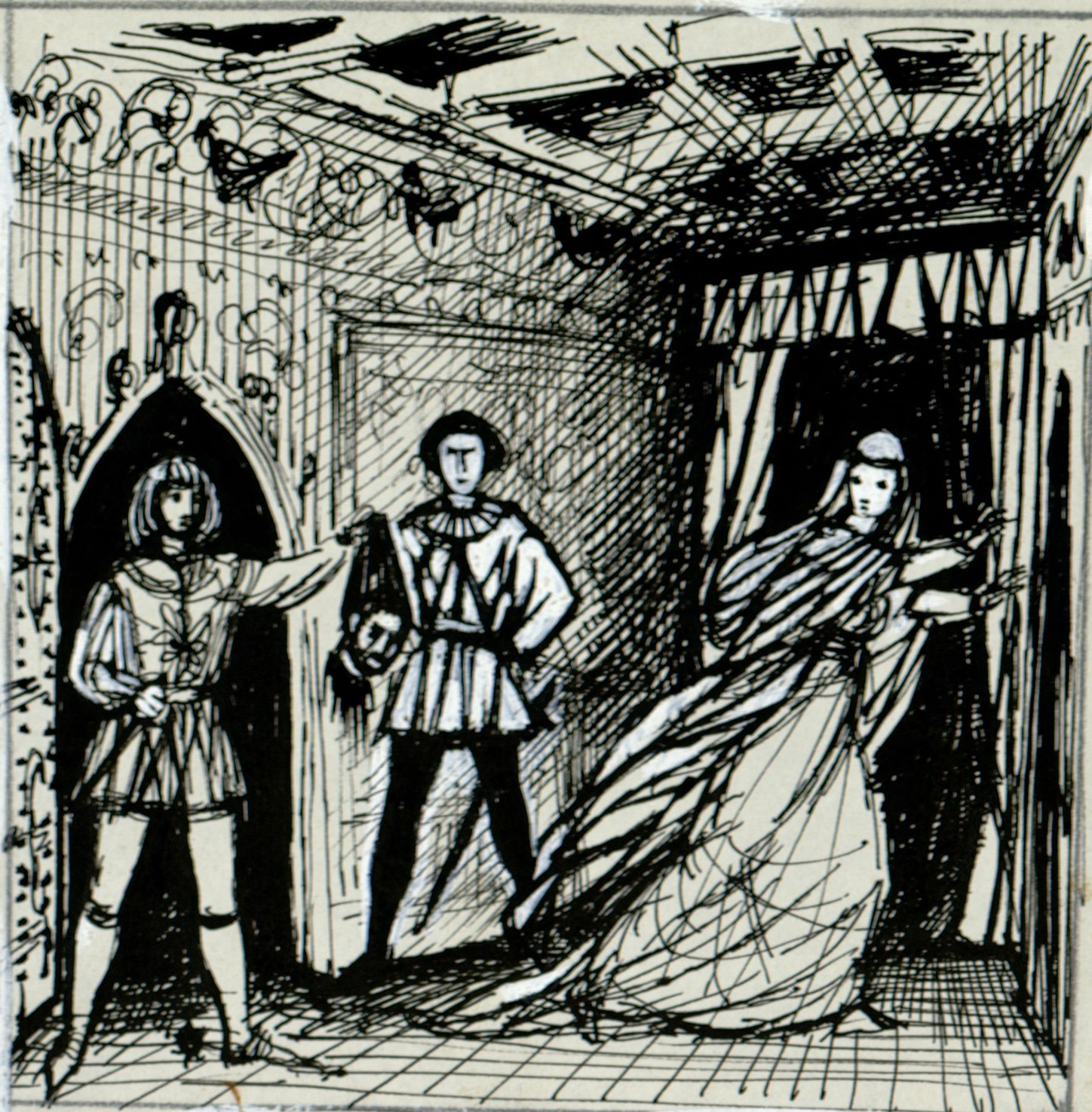
Dibujo para la portada del folleto, dibujo para Francesca da Rimini

Considerada uno de los más originales y pulidos melodramas italianos del siglo XX, es la obra más conocida de Zandonai, sobre el canto V de La Divina Comedia de Dante dedicado a los amantes adúlteros Paolo Malatesta y Francesca de Rímini.
En el acto segundo tiene lugar las más famosa escena de la ópera, durante la lectura del poema que llevará a Francesca y su cuñado, Paolo Malatesta, a consumar su amor prohibido en el dúo "Bienvenido, señor cuñado... Paolo, dame paz" como reza en La Divina Comedia "Amor nos condujo a la misma muerte."
Los amantes son sorprendidos por el deforme Gianciotto, marido de Francesca y hermano de Paolo que los atraviesa con la misma espada en un abrazo mortal. El infierno se abre para ser la morada eterna de los condenados

## Personajes
| Personajes           | Voz           |
| -------------------- | ------------- |
| Francesca da Rimini  | soprano       |
| Paolo                | tenor         |
| Gianciotto           | barítono      |
| Malatestino          | tenor         |
| Adonella             | mezzo-soprano |
| Altichiara           | contralto     |
| Il Balestiere        | tenor         |
| Biancofiore          | soprano       |
| Garsenda             | soprano       |
| Il Giullare          | bajo          |
| Ostasio              | barítono      |
| Samaritana           | soprano       |
| Ser Toldo Berardengo | tenor         |
| Smaragdi             | contralto     |
| Il Torregiano        | barítono      |
| Voce del Prigioniero | tenor         |

## Representaciones
Fue estrenada en el Teatro Regio de Turín el 19 de febrero de 1914 con Linda Cannetti. Su estreno americano fue en el Teatro Colón (Buenos Aires) el 18 de mayo de 1915 con Rosa Raisa y Hipólito Lázaro y el año siguiente en el Metropolitan Opera de Nueva York el 22 de diciembre de 1916 protagonizada por Frances Alda, Giovanni Martinelli y Pasquale Amato.
Los más célebres intérpretes del rol titular incluyen a Gilda dalla Rizza, Gina Cigna y Magda Olivero, Raina Kabaivanska y Renata Scotto que la revivió en 1984 en el escenario del Metropolitan Opera junto a Plácido Domingo.
Se reinterpretó en la temporada 2012 - 2013 en el Metropolitan Opera de Nueva York, con la soprano dramática Eva-Maria Westbroek, el tenor Marcello Giordani y el barítono Mark Delavan, con el director Marco Armiliato.

## Discografía
- Magda Olivero, Mario del Monaco, [Giampiero Malaspina], Gianandrea Gavazzeni, en vivo Teatro La Scala, 1959
- Renata Scotto, Plácido Domingo, Cornell MacNeil, James Levine, Metropolitan Opera DVD: 00440 073 4313

## Otras óperas sobre el mismo tema
- Feliciano Strepponi, Francesca da Rimini; Padua, (1823).

- Paolo Carlini, Francesca da Rimini.; Nápoles, (1825).

- Saverio Mercadante, Francesca da Rimini; Madrid, (1828).

- Gaetano Quilici, Francesca da Rimini. Ópera; Lucca, (1829).

- Pietro Generali, Francesca da Rimini. Ópera; Venecia, (1829).

- Giuseppe Staffa, Francesca da Rimini. Ópera; Nápoles, (1831).

- Fournier-Gorre, Francesca da Rimini. Ópera; Livorno, (1832).

- Francesco Morlacchi, Francesca da Rimini. Ópera (1836).

- Antonio Tamburini, Francesca da Rimini. Ópera; Rímini, (1836).

- Emanuele Borgatta, Francesca da Rimini. Ópera; Génova, (1837).

- Gioacchino Maglioni, Francesca da Rimini. Ópera; Génova, (1840).

- Eugene Nordal, Francesca da Rimini. Ópera; Linz, (1840, posth.)

- Salvatore Papparlado, Francesca da Rimini. Ópera; Génova, (1840).

- Serguéi Rajmáninov, Francesca da Rimini. Ópera (1906).

- Franco Leoni, Francesca da Rimini. Ópera (1914).

- Eduard Nápravník estrenada en San Petersburgo en 1902.

- Herman Goetz, de 1877.